# Чернь (ювелирная)

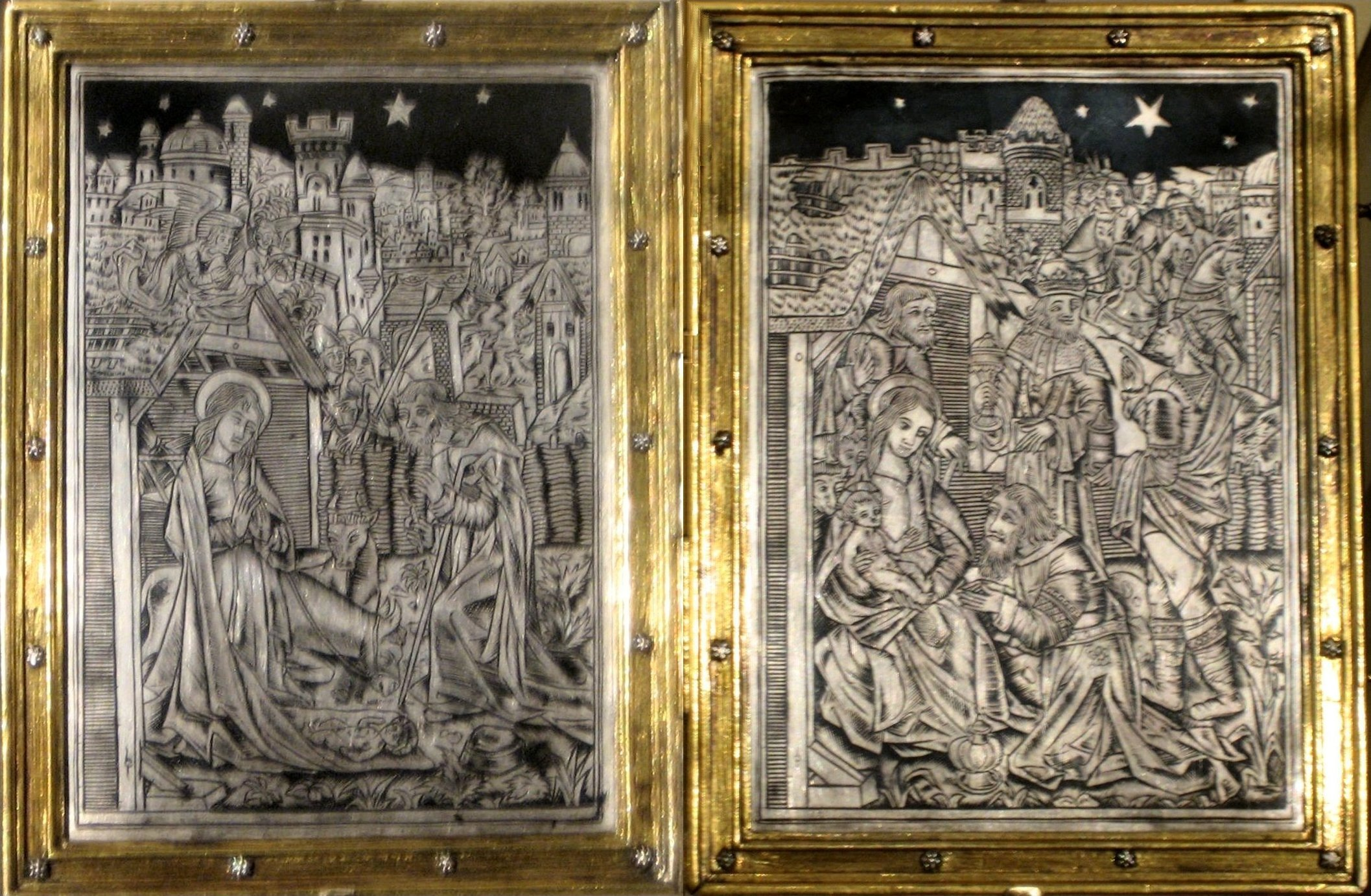
Рождество. Поклонение волхвов. Ок. 1500 г. Диптих. Серебро, чернь. Рама: медь, золочение.
Метрополитен-музей (Клойстерс), Нью-Йорк.

Чернь, или ниелло (итал. niello, от лат. nigellus — «тёмный, черноватый») — техника изобразительного и декоративно-прикладного, в частности ювелирного, искусства. Заключается в чернении углублённого (предварительно награвированного) рисунка на металле, главным образом на меди или серебре, смесью сульфидов серебра, свинца, меди, олова и серы с последующим прокаливанием, в результате чего «чернь» прочно сплавляется с основой, и последующей полировкой. Полировка усиливает контраст блестящей поверхности металла и тёмного рисунка. Такую «чернь» до обжига можно печатать на влажную бумагу аналогично офорту или резцовой гравюре.

## История
Чернение по серебру и другими металлам было известно ещё в ювелирном искусстве античного мира, было усовершенствовано в Средневековье арабами и кельтами. Однако изобретателем «ниелло» Джорджо Вазари назвал флорентийского рисовальщика и гравёра XV века Мазо да Финигуэрру. Более того, Вазари привёл рассказ, согласно которому одна из итальянских прачек, развешивая мокрое бельё у себя во дворе, нечаянно часть его уронила на ниелло, которое выложил для сушки на солнце её сосед-ювелир. Когда она подняла бельё, то с удивлением обнаружила, что на нём отпечатался чернёный рисунок. Примечательно, что эту же историю пересказывают, объясняя происхождение техники офорта, и похожую относительно изобретения литографии.
Вазари подтверждал свои сведения тем, что именно Финигуэрра «первым в 1452 году догадался использовать приёмы чернения ювелирных изделий для печатания оттисков на бумагу с награвированной на металле печатной формы». Это сделало художника ключевой фигурой в истории гравюры старых мастеров до начала двадцатого века. Однако постепенно стало понятно, что точка зрения Вазари, как и многие его утверждения относительно происхождения технических достижений, не может быть документально подтверждена. Как правило, Вазари преувеличивал значение родных ему флорентийцев. Ныне хорошо известно, что гравирование по дереву и металлу развивалось в Германии ранее, чем в Италии.
Именно в Германии, в частности в ювелирной мастерской Альбрехта Дюрера Старшего, а затем и его сына Альбрехта Дюрера Младшего в Нюрнберге, совершенствовалась техника чернения ювелирных изделий параллельно с развитием искусства гравирования по металлу. Этим ремеслом занимались последователи Дюрера: так называемые «малые нюрнбержцы» и кляйнмайстеры (художники малого формата). Их произведения называли по-итальянски: niellatura, а мастеров — «ниеллаторами» (итал. niellatori). Технику чернения по серебру применяли мастера стран Ближнего и Среднего Востока, Персии и Кавказа, например кубачинские мастера Дагестана. Чернь часто соединяют с финифтью — росписью эмалями, либо в перегородчатой технике (со «сканью и зернью»).

## «Чернёвое дело» на Руси
В истории древнерусского искусства известны серебряные подвески, браслеты, лунницы с чернью русских мастеров X—XIII веков.

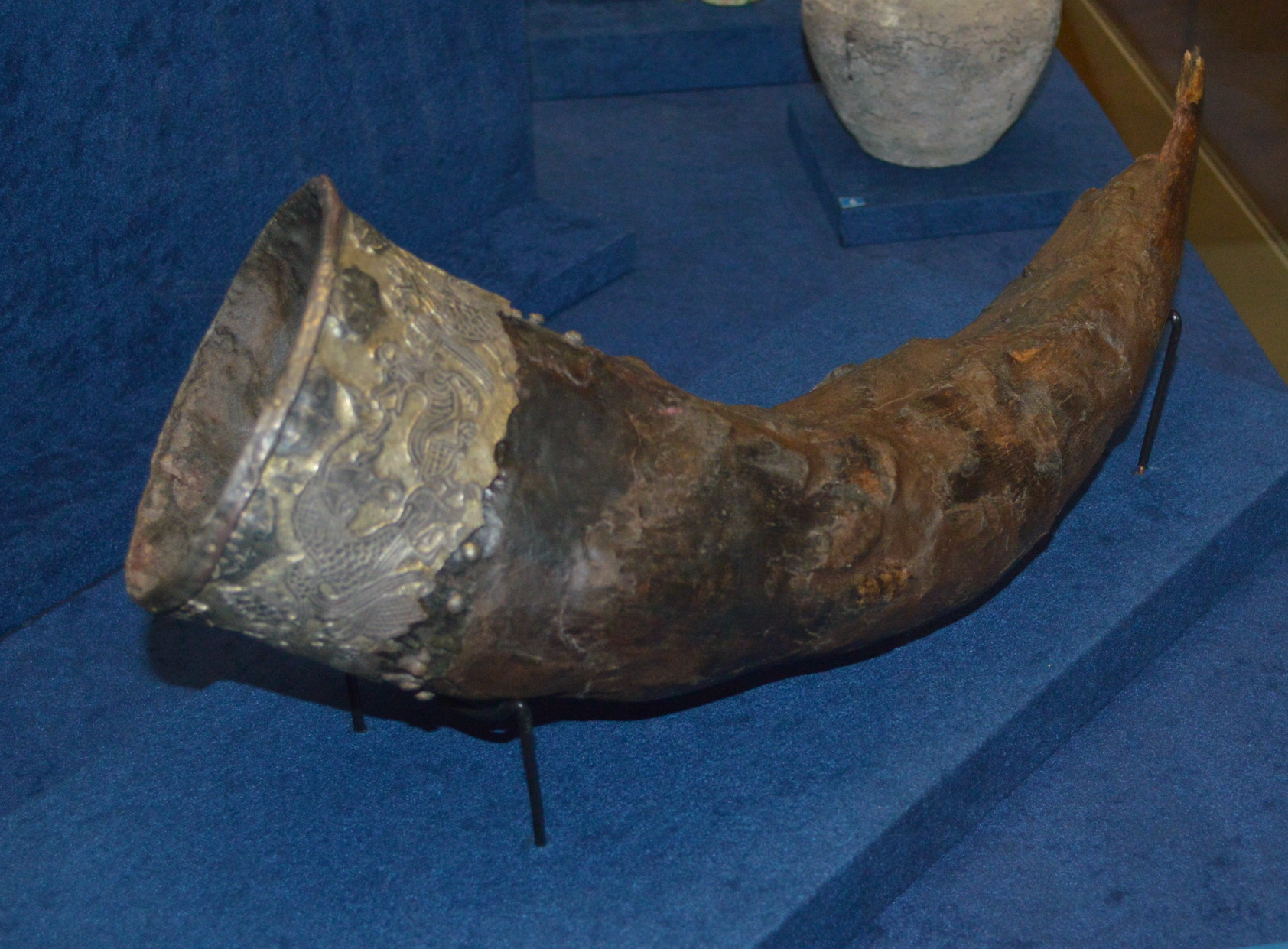
Турий рог в серебряной чеканной оправе, положенный в момент тризны, из кургана Чёрная могила в Чернигове

Древнейшее произведение, связанное с чернёвым делом, было найдено в языческом княжеском захоронении конца IX—начала X века — два сосуда из рогов тура в серебряной чеканной оправе из кургана Чёрная могила. Серебряные оковки турьих рогов из Чёрной могилы и оковки рукояти меча из дружинной могилы близ Золотых ворот в Киеве имеют такие же орнаментальные мотивы как на «некоторых поясных бляхах и наконечниках из Микульчиц, Поганьско (близ Бржецлава), Старого Места, Желенок и, особенно, на типичных великоморавских шаровидных украшениях-пуговицах — гомбиках, находки которых сосредоточиваются в области трёх крупных южноморавских центров и далее в Средней Чехии и Юго-Западной Словакии».
Чернь широко применялась русскими ювелирами XV—XVI веках, наибольшее разнообразие форм изделий и сюжетов черновых рисунков было достигнуто в XVIII веке (см. Великоустюжское чернение по серебру). Чернь широко используется в художественном промысле обработки металла в селе Кубачи.